# 三國志DS2
『三國志DS 2』（さんごくしでぃーえすつー）は、2007年11月1日にコーエー（現・コーエーテクモゲームス）から発売されたニンテンドーDS用歴史シミュレーションゲーム。「三國志シリーズ」の1つ。当初は3月21日発売予定だった。

## 概要
プレイヤーは、後漢・三国時代に活躍した武将（主に君主）のひとりとなって天下統一を目指す。同社の『三國志IV』を元にして開発されている。前作『三國志DS』では通信対戦が可能であったが、本作では通信対戦には対応していない。

## シナリオ
2種類のシナリオモードが用意されている。発売前に告知されていた「入門編シナリオ」は存在しない。その代わり、チュートリアルが追加された。

### 中華統一シナリオ
6本のシナリオが存在し、それぞれのシナリオの君主ごとに3段階の難易度が示されている。
- 189年12月 董卓、都洛陽を制す
- 194年11月 飛将軍、中原に舞う
- 201年10月 劉備、新野に雌伏す
- 208年9月 臥龍、赤壁に飛翔す
- 221年4月 漢朝滅び、三國鼎立す
- 235年2月 巨星、五丈原に堕つ

### チャレンジシナリオ
6本のシナリオが存在する。シナリオごとに君主と目標が定められており、目標を達成するとシナリオクリアとなる。それぞれに3段階の難易度が示されている。中華統一シナリオと比べると比較的クリア難易度が高い。
シナリオをクリアすると新武将用の顔グラフィックスやスペシャル武将のデータが追加される。
194年11月 打倒呂布（劉備）
期間内に呂布を一騎討ちで倒すことが目標。
194年11月 200万都市（袁紹）
期間内に自軍の支配都市の合計人口を200万にする事が目標。
189年12月 五虎大将（曹操）
期間内に「五虎大将」の歴史イベントを起こすことが目標。
194年11月 中原の覇者（孫策）
期間内に「中原」に属する全都市を支配することが目標。
189年12月 アイテム奪還（董卓）
期間内に他君主に奪われた（所持はランダム）方天画戟・七星の剣・赤兎馬を奪還することが目標。
194年11月 四面楚歌（呂布）
期間が終わるまで都市「濮陽」を守り抜くことが目標。上記5シナリオを全部クリアしないと出現しない。

## 新武将登録
8人までの新君主と50人までの新一般武将を登録できる。
なお本作には「武将ファイル」機能があり、これを集めることで新武将の顔グラフィックが追加されていく。

## スペシャル武将
シナリオのクリアやニンテンドーWi-Fiコネクションなどで獲得できる武将で、ゲーム内では「SP武将」と表記される。特にWi-Fiコネクションでは劉邦や項羽といった三国時代以外の武将を獲得することができた。（wifiコネクションは2014年5月20日23:00で終了、詳しくは前記の当該項目を参照のこと）獲得したスペシャル武将は中華統一シナリオに出現させることができる。